# Solt Ottilia
Solt Ottilia (Budapest, 1944. január 7. – Budapest, 1997. február 1.) magyar szociológus, politikus, a Szabad Demokraták Szövetségének alapító tagja.

## Életútja
Felmenői erdélyi szászok, bánáti németek és polgári egzisztenciák (malomtulajdonos, patikus, tanár) voltak. Apja klinikai bőrgyógyász szakorvos, egy ideig minisztériumi tisztviselő, anyja biológia–kémia szakos tanár.
Az Eötvös Loránd Tudományegyetem magyar–filozófia szakán szerzett diplomát 1967-ben. 1967-től 1971-ig szociológusként a Központi Statisztikai Hivatal mellett működő Gazdaságkutató Intézetben, majd 1972 és 1979 között a Fővárosi Pedagógiai Intézet szociológiai csoportjában dolgozott. Itt a munkások gyereknevelési szokásait vizsgálta. (Hogyan nevelik a gyerekeiket a munkásság különböző csoportjaihoz tartozó családok, milyen az iskolához fűződő viszonyuk, hogyan befolyásolja a családi szocializáció, és az iskola erre adott válasza a munkásgyerekek iskolai teljesítményét, milyen szociológiai tényezők rejlenek a sikerek és kudarcok hátterében?) Eközben Kemény Istvánnal és másokkal részt vett az MTA Szociológiai Kutatócsoportja (1963-tól Intézet) és az MTA Közgazdaságtudományi Kutatóintézete megbízásából szervezett kutatásokban. 
A cseh Charta ’77-tel szolidaritást vállaló nyilatkozat aláírása és az általa kutatott témák miatt állásából elbocsátották, ezután tanárként és könyvtárosként tevékenykedett 1981-ig.
Az 1970-es években végzett kutatásai során megismerte a magyar társadalom legszegényebb rétegeinek életkörülményeit. Ennek nyomán 1979-ben létrehozta a Szegényeket Támogató Alapot (SZETA). Ekkoriban kezdte szerkeszteni a Beszélő című illegális ellenzéki lapot. 1985-ben részt vett a 45 ellenzéki értelmiségi részvételével megtartott illegális monori találkozón. 1988-ban a Szabad Kezdeményezések Hálózatának ügyvivője lett, majd alapító tagja a Szabad Demokraták Szövetségének (SZDSZ). 1990 és 1994 között országgyűlési képviselő volt, majd főiskolai tanárként leendő szociális munkások képzésével foglalkozott. 
1993 elejére teljesen eltávolodott az SZDSZ fő irányvonalától, és eldöntötte, hogy nem indul újra képviselőnek. 1993. április 4-én Budapestről Győr irányába tartva súlyos autóbalesetet szenvedett az M1-es autópályán, Tata külterületén. A Trabant, amelyben ült, görög kamionnal ütközött. A balesetben ketten életüket vesztették, köztük 15 éves fia, Máté. Ő olyan súlyos sérülésekkel élte túl, amelyekből soha nem épült fel. Még ugyanebben az évben férje, Nagy András (írói nevén Nagy W. András) hosszan tartó, súlyos betegség után szintén elhunyt.
Élete utolsó éveiben a Wesley János Lelkészképző Főiskola szociális munkás szakának beindításával, szellemi arculatának megformálásával új intézményes keretet teremtett a SZETA hagyományainak folytatásához. Publicisztikáiban továbbra is elmondta véleményét a közügyek állásáról. Hosszan tartó súlyos betegség után, 1997. február 1-jén hunyt el.
A külső viselkedés jelzéseinek megfejtése csakis tanulás útján sikerülhet. Lehet, érdemes és kell is olvasni az analitikus beállítottságú pszichológiai irodalmat, de végig kell gondolni, fel kell dolgozni kinek-kinek saját tapasztalati anyagát is. Ha mindig odafigyelünk embertársainkra, nem hazudunk saját magunknak, ezer és ezer »empirikus« adatot gyűjtünk össze, amelyek lehetőséget adnak analógiás következtetésre. Mint Miss Marple-nak, aki mindig azt keresi, hogy egy arc, egy gesztus, egy cselekvés milyen más esetekre emlékezteti őt.

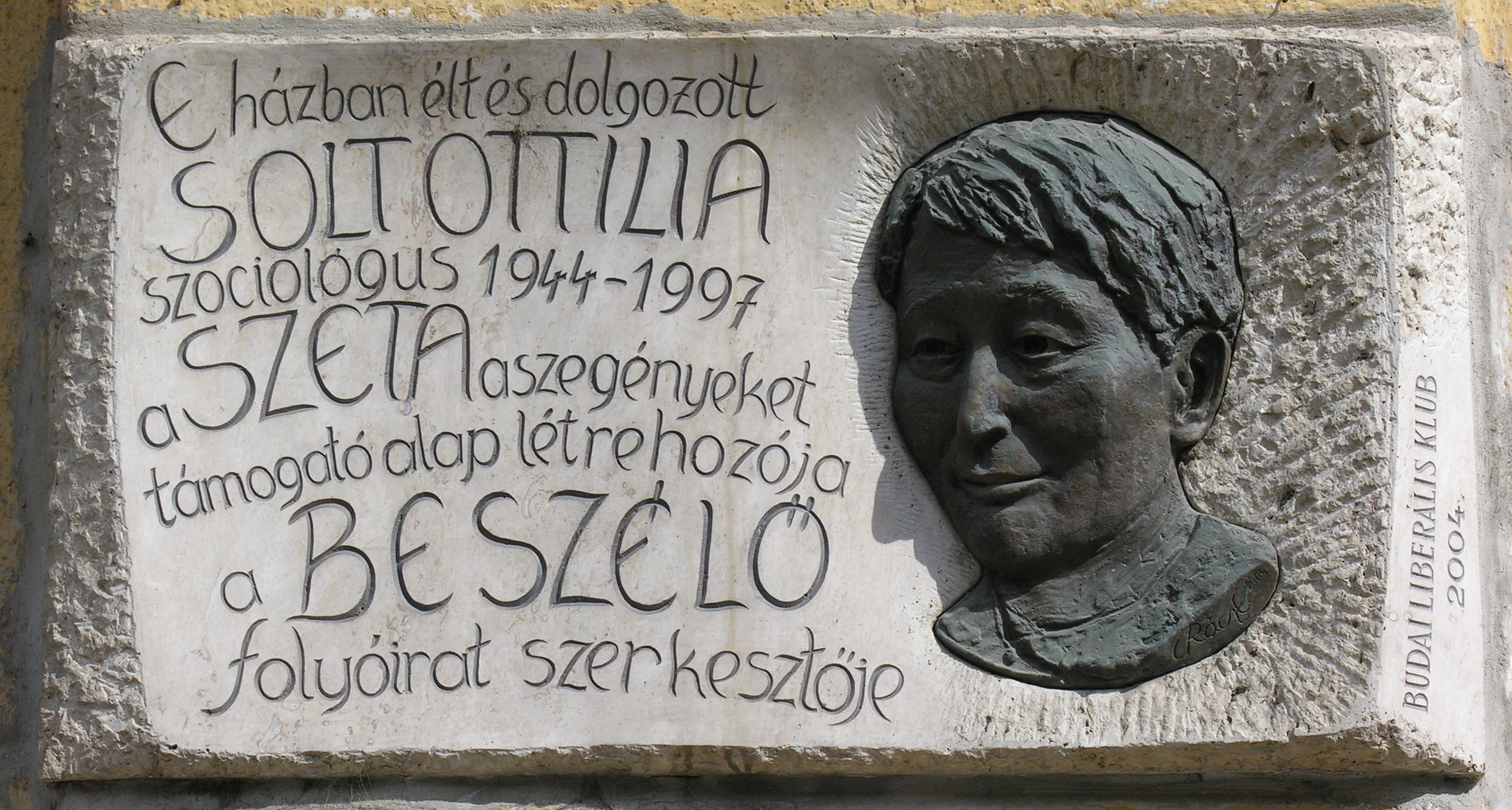
Emléktáblája egykori lakhelyén, a Komjádi Béla utca 3. szám alatt

2022-ben teret neveztek el róla Budapest II. kerületében halálának 25. évfordulóján.

## Főbb művei
- Solt Ottilia: Méltóságot mindenkinek: Összegyűjtött írások I–II. Vál. és szerk. Eörsi János, F. Havas Gábor, Kemény István. Budapest: Beszélő. 1998.  ISBN 963-03-4695-8  – A második kötet PDF formátumban a Fővárosi Szabó Ervin Könyvtár honlapján.
- Solt Ottilia: Szakképzetlen családok: Egy általános iskolai osztály szociológiai vizsgálata. Budapest: Fővárosi Pedagógiai Intézet. 1977.   222. o. ISBN 963501-029-X